# Michel Laurent

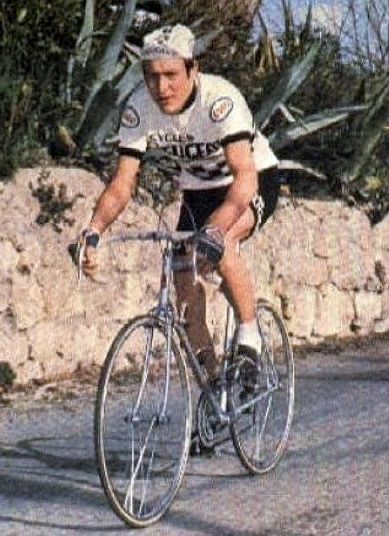
Michel Laurent (1977)

Michel Laurent (* 10. August 1953 in Bourbon-Lancy) ist ein ehemaliger französischer Radrennfahrer und Sportlicher Leiter.
Michel Laurent war von 1975 bis 1984 Profi und konnte zahlreiche Siege vor allem bei Eintagesrennen verbuchen, stand aber in seiner Zeit im Schatten von Bernard Hinault. Sein größter Erfolg war der Sieg bei Paris–Nizza 1976. 1976 siegte er auch im Etappenrennen Tour de Corse cycliste, 1978 war er erneut in diesem Rennen erfolgreich. 1978 gewann er den Klassiker La Flèche Wallonne, den Grand Prix d’Orchies und das Critérium des As, 1980 das Critérium International sowie 1982 das Critérium du Dauphiné. 1978 und 1980 entschied er die Tour du Vaucluse für sich, die damals als für Amateure und Profis offenes Rennen veranstaltet wurde. 1982 gewann er die Mittelmeer-Rundfahrt. Beim Giro d’Italia 1979 belegte er Platz vier in der Gesamtwertung.
Neunmal startete Laurent bei der Tour de France, 1977 wurde er Siebter in der Gesamtwertung. 1983 gewann Laurent die 16. Etappe, nachdem ihn im Schlusssprint der Niederländer Henk Lubberding zu Fall gebracht hatte. Lubberding wurde distanziert und Laurent zum Sieger erklärt.
Nach dem Ende seiner aktiven Laufbahn war Laurent u. a. als Sportlicher Leiter von Radsportteams tätig, zuletzt bis Ende der Saison 2008 als Assistent von Roger Legeay beim Team Crédit Agricole.